# Distretto di Santa Rosa (Ayacucho)
Il distretto di Santa Rosa è uno dei dieci distretti della provincia di La Mar, in Perù. Si trova nella regione di Ayacucho e si estende su una superficie di 372,27 chilometri quadrati.

Istituito il 6 novembre 1992, ha per capitale la città di Santa Rosa; nel censimento del 2005 contava 10.717 abitanti.